# ویوسونیک
ویوسونیک (انگلیسی: ViewSonic) شرکت سخت‌افزار آمریکایی است، که در سال ۱۹۸۷ تأسیس شد.